# Lagune Llum
La lagune Llum, en Argentine, est un petit lac andin d'origine glaciaire situé dans la province de Río Negro, en Patagonie, dans le département de Bariloche. 

## Description

Carte du parc national Nahuel Huapi.

Le lac a une longueur maximale de 1,5 kilomètre et une largeur moyenne de 200 mètres. 
Il est situé au sein du parc national Nahuel Huapi, entre le bras Tronador et le bras Catedral du lac Mascardi. Il s'allonge d'ouest en est, à une altitude de 910 mètres, au sein d'une petite cuvette d'origine glaciaire. Entouré d'une belle forêt andino-patagonique encore vierge, il est dominé du côté sud par le Cerro General Justo (1 669 mètres). 
Son court émissaire prend naissance à son extrémité orientale, et se jette dans le bras Catedral du lac Mascardi.

## Accès
Aucune route ne mène à la lagune Llum. On peut y accéder après avoir traversé le lac Mascardi en bateau. Le reste de l'excursion doit se faire à pied. Un sentier sinueux commence au niveau de la plage dite Playa Los Leones, située sur la rive ouest du bras Catedral du Mascardi (bras oriental). Un autre chemin existe, qui débute face à l'Isla Corazón, sur la rive est du bras occidental Tronador.  